# Společně proti leukémii!
Společně proti leukémii! (dříve Kapka naděje nebo jen Kapka) je humanitární akce Nadace pro transplantace kostní dřeně a Junák – český skaut. Cílem akce je pomoci lidem postiženým leukémií a dalšími nemocemi krvetvorby, a to jak získáváním finančních prostředků, tak prezentací činnosti Nadace. 

## Popis akce
Každoročně během víkendu v polovině června umývají dobrovolníci z řad roverů, skautů a skautek ve věku 15-26 let – na předem sjednaných čerpacích stanicích po celé České republice přední skla přijíždějících automobilů, podávají řidičům informace o činnosti nadace a možnostech pomoci. Zároveň od nich přijímají do připravených kasiček finanční prostředky na program nadace.

## Historie
Poprvé se Kapka konala v roce 1998, kdy ji začali pořádat plzeňští skauti. V následujícím roce se akce konala i v několika dalších městech republiky. V té době měla však ještě původní název Kapka naděje. Od tohoto názvu bylo nutné odstoupit poté, co Vendula Svobodová založila stejnojmennou nadaci. Od roku 1999 do roku 2006 se podařilo v rámci Kapky vybrat částku 4 999 484 Kč. V roce 2006 se Kapky zúčastnilo skoro 900 skautů a skautek, kterým se na 150 čerpacích stanicích podařilo vybrat částku 900 422 Kč. Od roku 2013 akce probíhá pod novým názvem SPOLEČNĚ PROTI LEUKÉMII!